# Guido Stagnaro
Guido Stagnaro (Sestri Levante, 20 gennaio 1925 – Milano, 18 febbraio 2021) è stato un autore televisivo, sceneggiatore, scrittore e regista televisivo italiano.

## Biografia
Iniziò ad occuparsi molto giovane di televisione collaborando nel 1955 alla trasmissione RAI Duecento al secondo di Garinei e Giovannini. Ben presto si specializzò nella regia delle trasmissioni per ragazzi.

Guido Stagnaro con Gianfranco Bettetini nel 1959

Fu coautore e regista della fortunata serie dedicata al personaggio Topo Gigio (per il quale scriveva alcune canzoni: Gigio twist, Cosa dici mai!, Nonna Gelsomina, Girotondo di Topo Gigio) portata al successo insieme a Maria Perego e a Federico Caldura (autore, insieme a Vittorio Paltrinieri, della canzone Il trabalero, interpretata da Gigio). Fu nel contempo autore di oltre trecento fiabe. Due dei suoi lavori più noti sono Nel mondo di Alice (prima trasmissione a colori, con le scene di Emanuele Luzzati) e Papà, papà, anch'io voglio la luna.
Passò poi ad occuparsi di trasmissioni per adulti, curando la regia della trasmissione Aria di mezzanotte di Antennatre, ideata e condotta da Enzo Tortora, e quindi di Test del 1983, quiz di Emilio Fede trasmesso da Rai 1 .
Ottenne il Premio nazionale di regia televisiva.
Stagnaro è morto all'età di 96 anni nel 2021.

## Filmografia

### Regista
- La porta sbagliata con Lucilla Morlacchi, Milena Vukotic, Gabriele Lavia (1972)
- Buon viaggio Paolo con  Aroldo Tieri, Giuliana Lojodice (1973)
- Le straordinarie sorprendenti avventure di Robinson Crusoe (1974)
- Nel mondo di Alice (1974)
- Puzzle con Eva Axén, Erika Blanc (1978)
- I cinque del quinto piano (1988)

### Sceneggiatore
- Le avventure di Topo Gigio, 1961
- La Betìa ovvero in amore, per ogni gaudenza, ci vuole sofferenza, 1971

## Opere letterarie

### Raccolte di fiabe
- Porto Pelucco. Milano: Bietti, 1974.
- Le storie di Re Pero. Milano: Bietti, 1975.
- Papà papà, voglio anch'io la luna: e altre favole. Milano: Mondadori, 1976.
- I sogni di Topo Ernesto. Milano: Mondadori, 1976.
- Le storie della Gallina Tric Trac. Milano: Mondadori, 1976.

### Opere autobiografiche
- Guido Stagnaro, L'artigiano della tivù. Storia di un pioniere del piccolo schermo, Mursia, 2014

### Opere in collaborazione
- Crazy show. Roma: Tipografia Bella, 1954. con Alessandro Fersen, Federico Caldura
- Cosa Mi Dici Mai. Avventure Di Topo Gigio. Milano: Mursia, 1961. con Maria Perego
- Avventure Di Topo Gigio: Topo Gigio e l'automobile. Milano: Mursia, 1962.
- Avventure Di Topo Gigio: Topo Gigio e Mustafà. Milano: Acor, 1962. con Maria Perego
- Avventure Di Topo Gigio: Topo Gigio Astronauta. Milano: Acor, 1962. con Maria Perego
- Il Baco Giovannino. Milano: Mursia, 1962. con Piero Polato
- Topo Gigio e l'organino. Milano: Ed. Acor, 1963. con Mario Milani, Sandro Negri.
- Topo Gigio e la lucciola. Milano: Ed. Acor, 1963. con Maria Perego.
- Alice nel Paese delle Meraviglie. Novara: Edipem, 1974. di Lewis Carroll, con Natalina Angeli